# Ternstroemia simaoensis
Ternstroemia simaoensis là một loài thực vật có hoa trong họ Pentaphylacaceae. Loài này được L.K. Ling miêu tả khoa học đầu tiên năm 1998.